# Ezgi Güç
Ferhat dede (née Dede le 23 mars 1992) est une joueuse de volley-ball turque. Elle mesure 1,81 m et joue au poste de réceptionneuse-attaquante. Elle est mariée au volleyeur turc Volkan Güç.

## Clubs
| Club                 | De        | À         |
| -------------------- | --------- | --------- |
| SGK Ankara           | 2008-2009 | 2009-2010 |
| Galatasaray İstanbul | 2010-2011 | 2010-2011 |
| Ereğli Belediye      | 2011-2012 | 2011-2012 |
| Galatasaray İstanbul | 2012-2013 | 2016-2017 |
| Anakent Spor Kulübü  | 2017-2018 | 2017-2018 |
| PTT Spor Kulübü      | 2018-2019 | 2018-2019 |
| İlbank Ankara        | 2019-2020 | …         |

## Palmarès
- Supercoupe de Turquie
  - Finaliste: 2012.
- Coupe de la CEV
  - Finaliste : 2016.
- Championnat de Turquie
  - Finaliste : 2017.